# Farmer City
Farmer City – miasto w Stanach Zjednoczonych, w stanie Illinois, w hrabstwie DeWitt.